# La Vuelta 1.ª Sección (La Gloria)
La Vuelta 1.ª Sección (La Gloria) es una localidad del municipio de Centro ubicado en la subregión centro del estado mexicano de Tabasco.

## Geografía
La localidad de La Vuelta 1.ª Sección (La Gloria) se sitúa en las coordenadas geográficas 17°59′29″N 92°40′31″O / 17.991389, -92.675278, a una elevación de 9 metros sobre el nivel del mar.

## Demografía
Según el Conteo de Población y Vivienda 2020, efectuado por el Instituto Nacional de Estadística y Geografía, la localidad de La Vuelta 1.ª Sección (La Gloria) tiene 164 habitantes, de los cuales 95 son del sexo masculino y 69 del sexo femenino. Su tasa de fecundidad es de 3.1 hijos por mujer y tiene 48 viviendas particulares habitadas.
| Gráfica de evolución demográfica de La Vuelta 1.ª Sección (La Gloria) entre 1990 y 2020 |
|                                                                                         |
| INEGI.                                                                                  |